# رشوة

الرشوة نوع من أنواع الفساد، يُطلق على دفع شخص أو مؤسسة مالاً أو خدمة من أجل الاستفادة من حق ليس له، أو أن يعفي نفسه من واجب عليه. وهناك حكم بشأن الرشوة في الدين الإسلامي وقال النبي محمد صل الله عليه وسلم ( لعنَ الله الراشيَ والمرتشي والرائش ) اي انه مُحرم في الدين الإسلامي ومن يرشي او يُرتشي فهو مطرود من رحمة الله .

## موقف التشريعات المختلفة من الرشوة

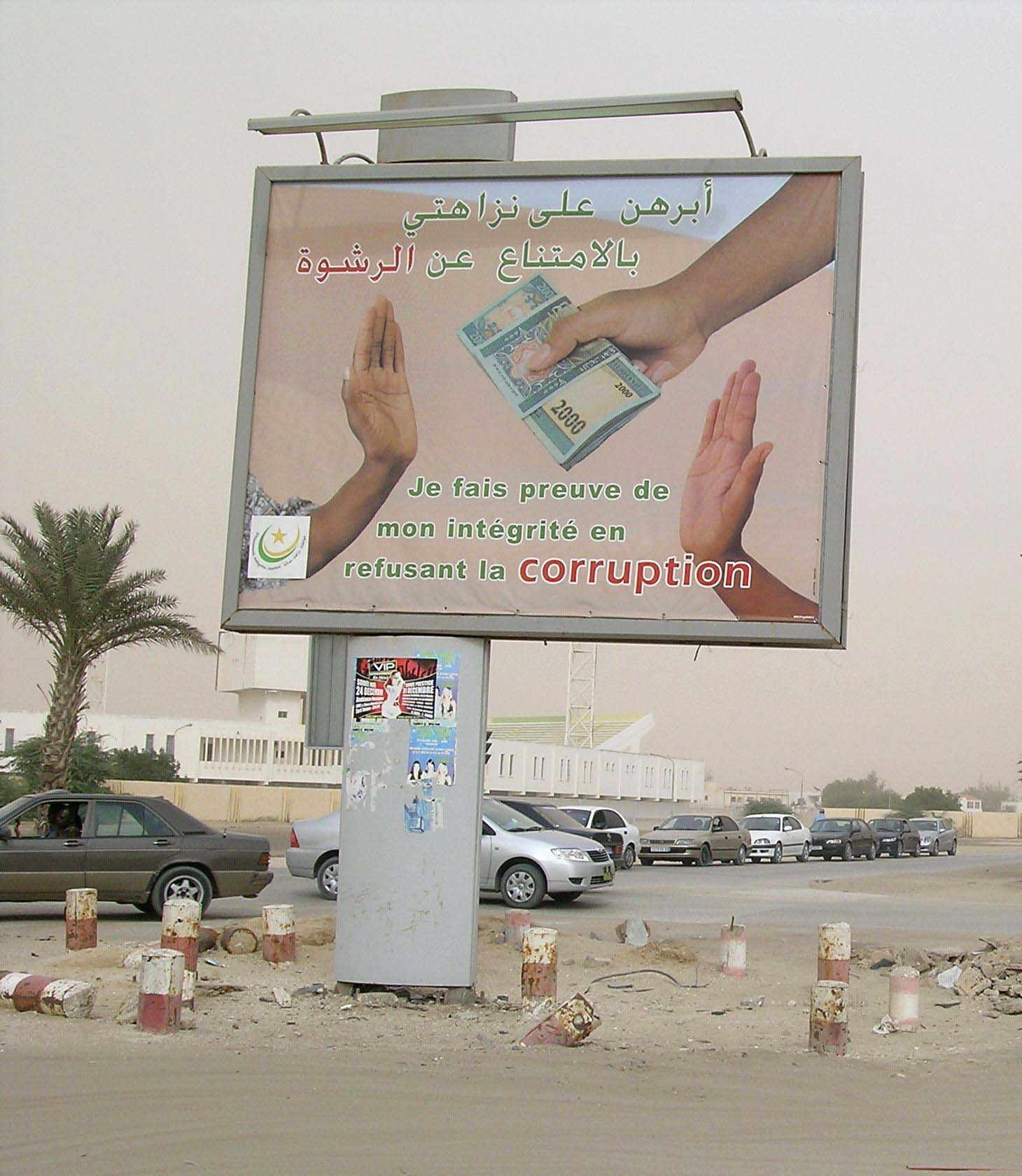
لوحة لحملة توعوية في مدينة نواكشوط

تنقسم التشريعات الحديثة في نظرتها إلى الرشوة إلى اتجاهين:
- الاتجاه الأول يرى هذا الاتجاه أن الرشوة تتكون من جريمتين مستقلتين أحدهما يرتكبها الراشي والأخرى يرتكبها المرتشي، وهذا يعني أن كل جريمة يصح فيها العقاب مستقلة ومنفصلة عن الأخرى، فكل منهما تعتبر جريمة تامة بكل عناصرها وأوصافها وعقوباتها، وعليه فان فعل الراشي لايعد اشتراكا في جريمة المرتشي بل هو فعل مستقل يعاقب عليه القانون منفردا. ويصطلح على تسمية جريمة الراشي «جريمة الرشوة الايجابية» وجريمة المرتشي «الرشوة السلبية».
- الاتجاه الثاني يرى هدا الاتجاه أن جريمة الرشوة هي جريمة واحدة، جريمة موظف يتاجر بوظيفته، فالفاعل الأصلي هو الموظف أو القاضي المرتشي أما الراشي فهو شريك له يستعير منه اجرامه.

### موقف التشريع المغربي من جريمة الرشوة
أخد القانون المغربي بالاتجاه الأول الذي يجعل من جريمة الرشوة جريمتين مستقلتين، فإرادة المشرع واضحة في التمييز بين جريمة الراشي والمرتشي، حيث ينص القانون في المادة 126 و127 من قانون العقوبات التشريع المغربي على جريمة الرشوة التي يقترفها المرتشي وفي المادة 129 من نفس القانون على جريمة الرشوة التي يقترفها وان لم يذكر كلمة الراشي صراحة.

## الرشوة في القانون المصري
الرشوة في القانون المصري معناها أن يتاجر الموظّف العام بأعمال الوظيفة، المختص بها، من أجل تحقيق مصلحة خاصة؛ تتمثّل في الكسب غير المشروع من الوظيفة، على حساب المصلحة العامة. وهي علاقة أخذ وعطاء تنشأ باتفاق بين الموظّف العام وبين صاحب المصلحة على حصول الموظّف على رشوة، أو حتى على مجرّد وعد بالحصول عليها، لقاء قيامه بعمل من أعمال وظيفته يختص به أو امتناعه عن القيام بهذا العمل.

## الرشوة السلبية في القانون الجزائري
تفترض جريمة الرشوة السلبية لقيامها توافر ثلاث أركان وهي:
1- صفة المرتشي يشترط القانون الجزائري في المادتين 126 و 127 من قانون العقوبات صفات خاصة في المرتشي حتى تقوم جريمة الرشوة وهي أن يكون موظفا عموميا أو من يكون في حكمه كالخبير، الطبيب... عاملا أو مستخدما في مؤسسة خاصة. يجب ثبوت صفة الموظف وقت ارتكاب الرشوة وألا يكون تعيينه باطلا وأن يكون العمل المطلوب من الموظف آداؤه داخلا في اختصاصه أو يكفي أن يكون له فيه نصيب من الاختصاص.وبالنسبة للمكلف بخدمة عمومية كالخبير مثلا أن يكون قد كلف بالعمل ممن يملك التكليف بصفة رسمية، فلا تسري الرشوة على من يتطوع لعمل من الأعمال العامة.
2- الركن المادي تضمنت نصوص المواد 127 و 128 جميع صور الاتجار أو العبث أو الإخلال بالوظيفة أو باعمالها أو الشروع في ذلك وعليه فان الركن المادي ينحصر في الأفعال التالية:
القبول سواء وقع على مال أو على هدية أو وعد بإعطاء شيء في وقت لاحق، ويتحقق القبول بالكلام أو بالإشارة أو بالكتابة أو أي شيء يدل عليه.
الطلب تتم الجريمة بمجرد الطلب ولو لم تتحقق النتيجة.
التلقي والاخذ، وهي الصورة العادية لجريمة الرشوة وتتم الجريمة في هده الحالة بمجرد تسلم المرتشي الشيء محل الرشوة سواء كان الشيء ذا قيمة أو بسيطا.
3- الركن المعنوي جريمة الرشوة السلبية هي جريمة عمدية يتوافر ركنها المعنوي في صورة القصد الجزائي العام أي بتوافر العلم والإرادة، فالمرتشي يجب أن يعلم بأركان الجريمة أي بأنه موظف عام وبأن العمل المطلوب منه تنفيذه يدخل في اختصاصه، وأن مايقدم له هو مقابل للعمل المطلوب منه آداؤه (أي أن يكون عالما بأنه يتاجر بوظيفته) وأن تتجه ارادة الجاني إلى الفعل المجرم والنتيجة الغير مشروعة أو قبولها كما يجب أن يعاصر القصد الجزائي العام الركن المادي لجريمة الرشوة.